# Maud Lübeck
Maud Lübeck est une auteure-compositrice-interprète française née le 2 juillet 1973.

## Biographie
Psychologue de formation, Maud Lübeck est considérée comme une artiste autodidacte : c'est à l'adolescence qu'elle décide de consacrer sa vie à la musique après trois années d'apprentissage du piano. Elle compose et s'enregistre elle-même avec son piano et un micro - le cœur de ses interprétations - mais peut explorer d'autres instruments comme des synthétiseurs et la MAO, notamment pour ses albums. 
À la façon des romantiques, elle consacre son œuvre à l'exploration du sentiment amoureux. 
Son premier album, La Fabrique, sort en 2012. Ses deux disques suivants forment un diptyque auto-fictionnel écrit sous forme de chroniques. Le premier volet, Toi non plus, paru en octobre 2016, explore les étapes d'une séparation. Le second volet, Divine, paru en janvier 2019, explore quant à lui la rencontre amoureuse,.
En 2022, elle publie 1988, chroniques d'un adieu inspiré de son journal intime d'adolescente transformé en journal de deuil après la mort de la jeune fille dont elle était amoureuse. Elle y cultive une narration musicale très littéraire mais aussi cinématographiqueavec cette BO du film d'une époqueportée par ses arrangements et la présence de trois actrices de renom : Nicole Garcia, Clotilde Hesme et Irène Jacob.

## Œuvres

### Discographie

#### Album studio
2024 - Les ravissements

#### Single
- 2019 : À Deux (en duo avec Alain Chamfort)

### Récit
- Privé S.V.P., Nouvel Attila, 2023